# Légion 88
Pour les articles homonymes, voir 88 (nombre).
Légion 88 est un groupe disparu anticommuniste néonazi français, originaire de l'Essonne.
Le 88 est un code signifiant Heil Hitler (littéralement « Salut à Hitler » ou, en substance, « Vive Hitler »), le H étant la 8e lettre de l'alphabet allemand,.

## Histoire
Formé dans les années 1980, il est dissous avant 1993. En France, comme à l'étranger (un album hommage à participation internationale verra le jour en 2009), Légion 88 reste un groupe emblématique pour les mouvements skinhead,,, et plus généralement parmi les jeunes militants de l'extrême droite française.
D'abord fondateur d'un groupe qualifié par la revue (communiste) Regards « de punk-rock prolétarien », L'Infanterie Sauvage, et comparé à cette occasion à Suprême NTM pour la nature de la rébellion, le premier chanteur, Jean-Christophe « Géno » Mâm, d'origine cambodgienne, est arrêté en mars 1986 pour avoir attaqué un local du Parti communiste français à Livry-Gargan, en Seine-Saint-Denis. Il est remplacé par Alain Pérez. Celui-ci, ainsi que Fred Wartner et Dominique Laffont, comptent un temps parmi les membres du monde de la musique du Parti nationaliste français et européen (PNFE). Alain Pérez quitte Légion 88 pour Short Cut, un groupe de hardcore, puis Tribal Zone.
En 2006, le label indépendant Street Fighting Records sort un album hommage au groupe.

## Membres
- Alain Perez - chant
- Jean - guitare
- Dominique Laffont (Domi) - guitare
- Fred Wartner- basse
- Vico - batterie

## Discographie

### Album studio
- 1988 : Thulé (Rebelles Européens)

### Singles et EP
- 1987 : Terroristes (Rebelles Européens)
- 1991 : Légion Blanche (Rebelles Européens)
- 1999 : Live (split-7" avec Open Season, White League)

### Compilations
- 1987 : Debout! Vol. 1 (sampler avec Bunker 84 et Skin-Korps)
- 1998 : The Best of (Charlemagne Records)
- 2000 : 1984–1987 (bootleg)
- 2009 : Légion Française (Septentrion)
- 2010 : Icebreaker 1985 (When Typhoid Courtney Drops)

### Album hommage
- 2006 : Tribute to Legion 88 (2CD, Street Fighting Records)